# Hiroya Iwakabe
Hiroya Iwakabe (japanisch 岩壁 裕也 Iwakabe Hiroya; * 17. Mai 1994 in der Präfektur Kanagawa) ist ein ehemaliger japanischer Fußballspieler.

## Karriere
Iwakabe erlernte das Fußballspielen in der Jugendmannschaft der Yokohama F. Marinos und der Universitätsmannschaft der Tokai-Universität. Seinen ersten Vertrag unterschrieb er 2017 beim YSCC Yokohama. Der Verein spielte in der dritthöchsten Liga des Landes, der J3 League. Ende 2017 beendete er seine Karriere als Fußballspieler.